# 我很富有
《我很富有》（英語：I Am Rich）是一個由阿明·海因里希（Armin Heinrich）所開發，曾在App Store上銷售的iOS應用程式。這個應用程式被啟用後，螢幕上只有一顆發亮的紅寶石，另外還有一個圖標。用戶按下圖標後會有這幾行文字出現：

I am rich

I deserv （原文如此） it

I am good,

healthy &

successful

（譯文：

我富有

我值得

我善良

健康又

成功。）

原文第二行的deserv是错误的拼法，正确的拼写应为deserve。開發者在這項應用程式的說明文字中說「這純粹是一個藝術作品，而且裡面完全沒有任何隱藏功能」，該程式唯一的用意是為了讓其他人知道他們有足夠的錢來買這樣東西，使其成為一件韋伯倫商品。《我很富有》在App Store上的售價分別為999.99美元、799.99欧元及599.99英镑，是App Store對其應用程式的售價上限。蘋果在2008年8月6日，也就是在上架後隔天，未作解釋就將應用程式從App Store強制下架。

## 購買
在《我很富有》下架之前，總共有八位用戶購買了該應用程式，且至少有一位用戶聲稱他是不小心買下來的。美國與歐洲分別有6位和2位用戶以999.99美元和799.99欧元的價錢買下該應用程式。有5,600至5,880美元分紅給阿明·海因里希，蘋果則是淨賺另外的2,400至2,520美元。在受到洛杉磯時報連線訪問時，阿明·海因里希稱蘋果已將錢退款給兩位用戶，而他很高興他沒有一位客戶是不滿意的。

## 評價
矽巷內幕網站的丹·弗羅默（Dan Frommer）在討論跟《我很富有》相關的議題時，分別在8月5號、6號和8號說這項應用程式根本是一個「騙局」、「一文不值」、「終於找到一個像在敲竹槓的惡作劇」。FOXNews.com的保羅·瓦根賽爾（Paul Wagenseil）沒有購買該應用程式，便猜測用戶按了圖標後會出現一行字：「上面寫著德文的『白痴！』（海因里希是德國人）」。连线雜誌的布賴恩·陳（Brian Chen）說《我很富有》是浪費錢來「證明你是一個混蛋」，並拿「購買這個應用程式」和「捐錢給癌症基金會和第三世界國家的人」相比較。
海因里希在接受洛杉磯時報的馬克·米利安（Mark Milian）訪問時稱他已接收到訊息，是他的客戶所傳來的：「我之前收到一些顧客寄來的電子郵件，他們說他們真的很喜歡那個應用程式，（而且他們）覺得他們花的這筆錢非常划得來。」

## 其他相似的應用程式
2009年2月23日，據CNET亞洲的報導，麥可DG（Mike DG）已開發出「概念上相似」的應用程式，名為《我更富有》，可用於Google的Android智能手机操作系统上。該程式在Google Play上銷售的價錢為200美元，是商店上制定價錢的上限。 而Google也沒有將《我更富有》從Google Play上強制下架。
DotNetNuzzi在隔年開發出了同名的應用程式，於2010年12月22日在Windows Phone Store以499.99美元（也是該商店的售價上限）的價錢銷售。而網站MobileCrunch則稱該應用程式「跟原版一樣沒有用」。